# Irek Chaidarowitsch Sinnurow

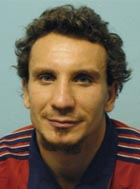
Irek Chaidarowitsch Sinnurow

Irek Chaidarowitsch Sinnurow (russisch Ирек Хайдарович Зиннуров; * 11. Januar 1969 in Jakutsk) ist ein ehemaliger russischer Wasserballspieler tatarischer Abstammung, der je eine olympische Silber- und Bronzemedaille gewann.
Der 1,87 m große Irek Sinnurow war im Verein für Spartak Wolgograd und ab 2004 bis zu seinem Karriereende 2010 für Sintez Kasan aktiv. Mit Kasan gewann er 2007 die LEN-Trophy, den Europapokal für die Vereine, die nicht in der Hauptrunde der LEN Champions League spielen. Ebenfalls in der Saison 2006/07 gewann Kasan die russische Meisterschaft.
Irek Sinnurow nahm 2000 mit der russischen Wasserballnationalmannschaft an den Olympischen Spielen in Sydney teil. Im Halbfinale schlugen die Russen die Mannschaft Spaniens mit 8:7, wobei Sinnurow einen Treffer erzielte. Das Finale gewannen die Ungarn mit 13:6.
2001 belegte Sinnurow mit der russischen Nationalmannschaft den fünften Platz bei den Europameisterschaften in Budapest. Bei den Weltmeisterschaften in Fukuoka unterlag die russische Mannschaft im Halbfinale mit 8:9 gegen Jugoslawien (Serbien und Montenegro). Das Spiel um den dritten Platz gewannen die Russen mit 7:6 gegen Italien. Sinnurow erzielte insgesamt 12 Treffer während des Turniers und lag damit auf einem geteilten zehnten Platz für das Turnier. Zusammen mit Dmitri Gorschkow war er erfolgreichster Torschütze der russischen Mannschaft. 2002 gewann die russische Mannschaft in Belgrad den Wasserball-Weltcup. 2003 belegte die russische Mannschaft den vierten Platz bei den Europameisterschaften.
Bei den Olympischen Spielen 2004 in Athen erreichten die Russen wie 2000 das Halbfinale und verloren mit 5:7 gegen Ungarn. Im Spiel um den dritten Platz siegten die Russen mit 6:5 über die Mannschaft des Gastgebers Griechenland.